# 然普鲁卡
然普鲁卡是巴西米纳斯吉拉斯州的一个市镇。总面积520.998平方公里，总人口4926人，人口密度9.5人/平方公里。